# リトル・ウィング
「リトル・ウィング」（Little Wing）は、ザ・ジミ・ヘンドリックス・エクスペリエンス（以下エクスペリエンス）が1967年に発表した楽曲。リトル・ウイングとも表記される。
スローテンポで、スタジオエフェクトを通したヘンドリックスの歌声、ギターに、ベース、ドラム、グロッケンシュピールによる伴奏を特色とするR&Bに触発されたバラードである。歌詞的には、彼の曲でよく見られるように理想的な女性や守護天使のような存在を歌っている。ヘンドリックスの最も簡潔でメロディアスなフレーズが約2分30秒にこめられている。
「リトル・ウィング」の起源は、1966年の "(My Girl) She's a Fox"（カーティス・メイフィールドに影響を受けたヘンドリックスの伴奏を特色としたR＆Bの曲）の録音までさかのぼる。彼はプロデューサーの チャス・チャンドラーと関わるより前に、この曲をニューヨークのグリニッジ・ヴィレッジでの演奏の際に発展させた。1967年6月のモントレー・ポップ・フェスティバルに触発されたのち、ヘンドリックスは10月25日、28日に「リトル・ウィング」を録音した。
本作品を収録したセカンド・アルバム『アクシス:ボールド・アズ・ラヴ』（以下『アクシス』）は、英国で1967年12月1日に、アメリカでは翌1968年1月15日に発売された。エクスペリエンスの公演の曲目に必ず入る『アクシス』中のたった2曲のうちの1曲で、頻繁にこの曲をライブで演奏し、その録音がヘンドリックスの死後早くにアルバム『ヘンドリックス・イン・ザ・ウエスト』（1972年）『ジミ・ヘンドリックス・コンサート』（1982年）に収められた。さらに最近、デモ音源やライブ公演の音源も発売された。「リトル・ウィング」はヘンドリックスのもっとも人気のある曲のひとつで、様々な様式のミュージシャンによって解釈、演奏されている。『ローリング・ストーン』誌が選ぶ最も偉大な500曲において、188位にランクイン。

## 背景
ジミ・ヘンドリックスの経歴はR&Bのギタリストに始まり、アイズレー・ブラザーズ、ドン・コヴェイ、リトル・リチャードなどの楽曲でレコーディング、カーティス・メイフィールドを含む他のR&Bギタリストなどから学んだ（カーティス・メイフィールドは渋いリズムのフィルやコードアレンジで知られていた）。 。ヘンドリックスは、メイフィールドのサポートメンバーとして1963年、ツアーに参加した。彼はこの経験を「カーティス・メイフィールド、インプレッションズとの最高の公演だった。カーティスは本当にいいギタリストだよ、あんなに少しの時間でたくさん学べたな。彼はきっと今まで一緒に演奏してきた誰よりも刺激をくれたね、あの柔らかい音でね」と語っている。  1966年に、ヘンドリックスは"(My Girl) She's a Fox"という曲をR&BデュオのThe Icemenとともに収録した。 ヘンドリックスの伝記作者であるハリー・シャピロはこの曲を「カーティススタイルのノリとフレーズで、これこそ事実上「リトル・ウィング」の原型だね」と語っている。  のちにヘンドリックスのプロデューサーであるジョン・マクダーモットは、ヘンドリックスの"(My Girl) She's a Fox"への貢献を「エクスペリエンス以前の仕事では最も強力だったんじゃないかな。カーティスに影響を受けたヘンドリックスのギタースタイルが曲を傑作にしているね」と語っている 。
ヘンドリックス曰く、この曲はもともと、1966年夏のJimmy James and the Blue Flames所属時、 グリニッジ・ヴィレッジでの演奏中に思いついた構想からなっている。  のちに、エクスペリエンスでの1967年のモントレー・ポップ・フェスティバルでの演奏で自らがさらに刺激を受けたと語った。

## 曲の構成

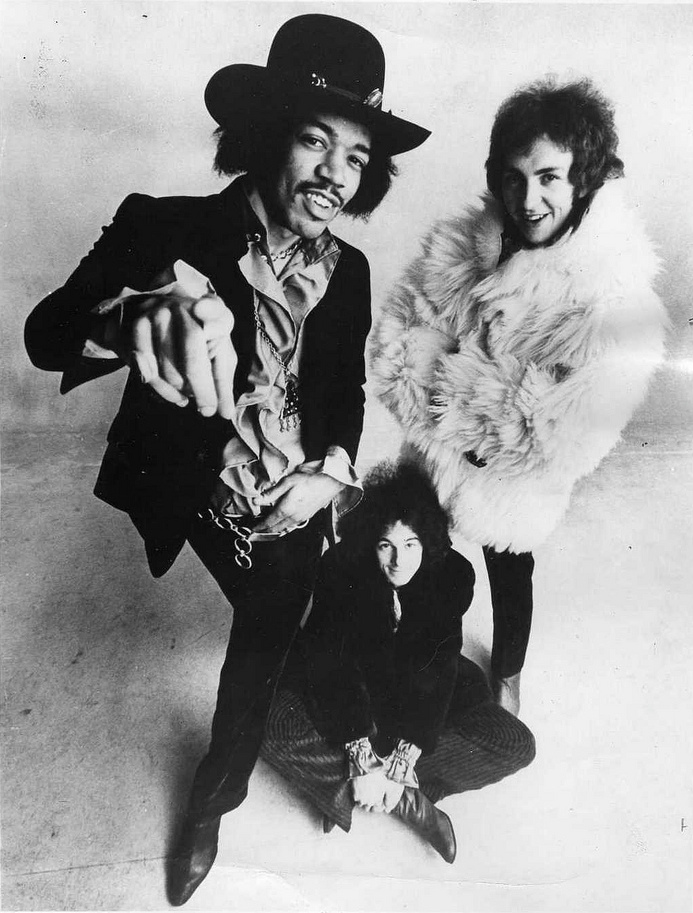
エクスペリエンスのプロモーション写真 1968年ごろ

1967年10月、エクスペリエンスのセカンド・アルバム『アクシス:ボールド・アズ・ラヴ』のレコーディングが、ロンドンのオリンピック・スタジオで行われた。10月25日、R&B志向の強い曲"Wait Until Tomorrow"のレコーディング後、エクスペリエンスは「リトル・ウィング」のオフヴォーカルバージョンのレコーディングをした。のちの完成音源と同じコード展開だったが、この時点ではより力強いロックを感じさせるものであった。 同じ調子で他に録音した後、チャンドラーは異なる取り組み方を求めた。レコーディングエンジニアのエディ・クレイマーは「チャスは何が必要かすぐ分かったんだ。彼はジミにテンポを落とさせ、再びレコーディングをした」 と説明している。基本的なパートが完成したのち、ヘンドリックスとクレイマーは1967年10月28日にオーバー・ダビングを施した。このレコーディングのためにヘンドリックスは、自身が弾くギターの音色を最適なものにしようとかなり努力した。リズムギターにおいては、ピックアップセレクターをフロントとミドルの間という常識破りの位置に留めることでハーフトーンを出した。これは時たま「逆位相で配線されたピックアップ」と間違えて説明されることがあった。しかし、リードギターにおいてクレイマーは、ギターの電気信号を増幅させるのにその場しのぎにロータリースピーカーを用いたのだ。これは、通常電子オルガンに使われるものである。 音をうねらすことによって、ロータリースピーカーはビブラートやトレモロのようなエフェクトを生み出すことができ、結果として揺れや震えをギターサウンドに付け足すこととなった（ヘンドリックスはのちにユニヴァイブフェイザーエフェクツペダルという方向性の似ているエフェクトを大衆化させた）。次に、ヘンドリックスは純粋な（乾いていて、なおかつエフェクトを通していない）グロッケンを用いて歌とギターを際立たせた。クレイマーいわく、「ジミはスタジオに寝転がっていた奇妙な楽器にいつも目を光らせていたよ」 。そして、Aスタジオでグロッケンを発見した。最後に歌が録音され、音声加工によって優美さが与えられた。これらはADT (音響機器)、フェイザー、イコライザー、ロータリースピーカーによる加工など、さまざまな手法で表現された。
曲のアレンジ面では、シャピロはこうコメントしている。「音楽的に「リトル・ウィング」は、引きつけられるようなイントロやつきまとうようなグロッケンから、ロータリースピーカーのキャビネットをギターに用いたところまで繊細に曲作りがなされているよ」。オールミュージックのマシュー・グリーンワルドによると、「柔らかで情熱的なコード展開であり、それがメロディーを導き、かつ曲名や歌詞を正確に反映しているね」 。基本的には4/4拍子で1小節だけスローテンポ（70〜72 bpm）で2/4拍子となっていて、Bメロのないコード展開である。
| Em | G | Am | Em | Bm–B♭ | Am–C | G–Fadd9 | {\displaystyle {\tfrac {2}{4}}} C | {\displaystyle {\tfrac {4}{4}}} D | rest |

オフヴォーカルのイントロの後、2ブロックの詩に続いてギターソロがある。このソロは「豊かで心地よいメロディー」と伝記作家のキース・シャドウィックは語った。シャピロはこの曲の簡潔さに注目した。「この曲はたった2分25秒ののちに神秘的なソロでフェードアウトしていく。たとえライブ演奏であろうとも、「リトル・ウィング」はこれ以上長くならなかった―彼は言いたいことを言いきった」。
この曲で用いているギターコードは、常識破りな指使いや指板の押さえ方によって演奏されている。ハル・レオナルドによる参考資料では、ヘンドリックスの奏法をピアニストのピアノへの取り組み方と比較している。親指でベース音をおさえる様はピアニストの左手とほぼ同じ奏法であり、残りの左手の指はピアニストの右手にあたる、というものである。レオナルドは、エイドリアン・ブリューがこの奏法を「忘れ去られた技術だ」と表現したとも付け加えている。

## アルバムの発売
「リトル・ウィング」をはじめ、アルバム『アクシス』中の曲は1967年10月31日にミキシングされた。完成した曲のいくつかが消失したせいで、再びステレオミキシングされたものが11月1日に用意された（「リトル・ウィング」が再びミキシングされたかどうかは定かではない）。1967年11月2日、モノラルミキシングの用意ができ、また、『アクシス』はモノラルでミキシングされたヘンドリックスの最後のアルバムとなった（以降のモノラルのアルバムは電子的にステレオのミキシングに折り重ねられている）。レコーディングエンジニアのクレイマーがこのアルバムを新たにモノラルにして再発売する準備をしていた時に、その違いについて言及している。「きっと最も個性的なのは「リトル・ウィング」だろうな。ドラムのリバーブがとても強くかかっているのと対照的にジミのギターと歌がより乾いた音になるんだ。実験的なサウンドといえるね ... すべての曲がたった一日にしてミキシングされたんだ！」。
このアルバムは1967年12月1日にイギリスでトラックレコードから発売され、1968年1月15日にアメリカでリプリーズ・レコードから発売された。 今でも最も売れているヘンドリックスのアルバムである『アクシス』の復刻版にこの曲は含まれている。この曲は多くのヘンドリックスのコンピレーションアルバムに収録された（The Essential Jimi Hendrix, Stone Free, The Ultimate Experience, Experience Hendrix: The Best of Jimi Hendrix, Voodoo Child: The Jimi Hendrix Collection）。

## ライブパフォーマンス
「リトル・ウィング」はエクスペリエンスが定期的にコンサートで演奏する『アクシス』中のたった2曲のうちの1つである（もう一つは「スパニッシュ・キャッスル・マジック」）。グロッケンシュピールと曲の終わりを除いて、彼らのライブパフォーマンスは大概スタジオのアレンジに従っている。  『アクシス』でフェードアウトする曲を作ったため、ヘンドリックスはライブ用の異なるエンディングを考え直さなければならなかった。 元々はオープン・コードでの展開だったのに対してのちには、曲の最後のコードを鳴らすまでワウペダルといったエフェクトとともに、より手のこんだリードギターの即興演奏がされるようになった。  1968年のサンフランシスコでの公演では、ヘンドリックスはギターをロータリースピーカーを通じて鳴らした。 作家のデイブ・ルビンは「このように屋外で演奏された本物のロータリースピーカーが、とても繊細でやわらかなうねりをコードに与えていて、イントロのコードの潤色を助けているよ」と言っている。  このバージョンもスローテンポ（56　bpm）でいくらか曲の秒数を長くしている。（4:01） 
1968年1月8日、エクスペリエンスはスウェーデンのストックホルムにあるストックホルム・コンサートホールでこの曲を初めて披露した（その録音が海賊版音源に収録されている）。他のライブはStages: Paris 68,（L'Olympia 　パリ　1968年1月29日）, The Jimi Hendrix Concerts（Winterland Ballroom　サンフランシスコ　10月12日）, Hendrix in the West （Royal Albert Hall ロンドン　1969年2月24日）。 これらの音源はLive in Paris & Ottawa 1968, Winterland, The Jimi Hendrix Experienceで 再発売された。1969年のロイヤルアルバートホールでのライブ音源は1972年にイギリス、アメリカで発売されたシングル曲に含まれている。 1968年3月17日、ヘンドリックスやポール・バターフィールド、エレクトリック・フラッグのメンバーとのジャムセッションが、「リトル・ウィング」を題材として行われた。  ヘンドリックスは、ニューヨークのレコード・プラント・スタジオ で「エレクトリック・レディランド」の曲のレコーディングを始めたあたりに、個人的に使うためにそれを録音した。Cafe au Go GoにあるこのLo-Fiなテープはのちに彼のアパートから盗まれ、数年後いくつかのブートレグアルバムにあらわれた。

## 知名度と影響
2004年、『ローリング・ストーン』誌は、同誌が選ぶ最も偉大な500曲第366位に「リトル・ウィング」を位置付けた。
ヘンドリックスのもっとも有名でカバーされている曲として「リトル・ウィング」は定番曲となった。 以下のアーティストたちがこの曲をカバーしている。
| - コンクリート・ブロンド - ザ・コアーズ - ジョシュ・チャールズ - ポッパ・チャビー - エリック・クラプトン, シェリル・クロウ, スティーヴ・ウィンウッド - デレク・アンド・ザ・ドミノス - デフ・レパード - ギル・エヴァンス - G3 (ツアーコンサート) | - ガンクラブ - チャカ・カーン - ナイジェル・ケネディ - オットマー・リーバート - スティーヴ・ルカサー, スティーヴ・モーズ - ジョン・メイヤー - モンティ・モントゴメリー - パッポ - コリーヌ・ベイリー・レイ | - サンタナ (バンド) - スキッド・ロウ (バンド) - スティング (ミュージシャン) - クイン・サリヴァン - TOTO (バンド) - タック&パティ - スティーヴィー・レイ・ヴォーン - スノウィー・ホワイト - ジェフ・ベック - 竹田和夫 - 松本孝弘 - テデスキ・トラックス・バンド |